# Komunistyczna Partia Federacji Rosyjskiej

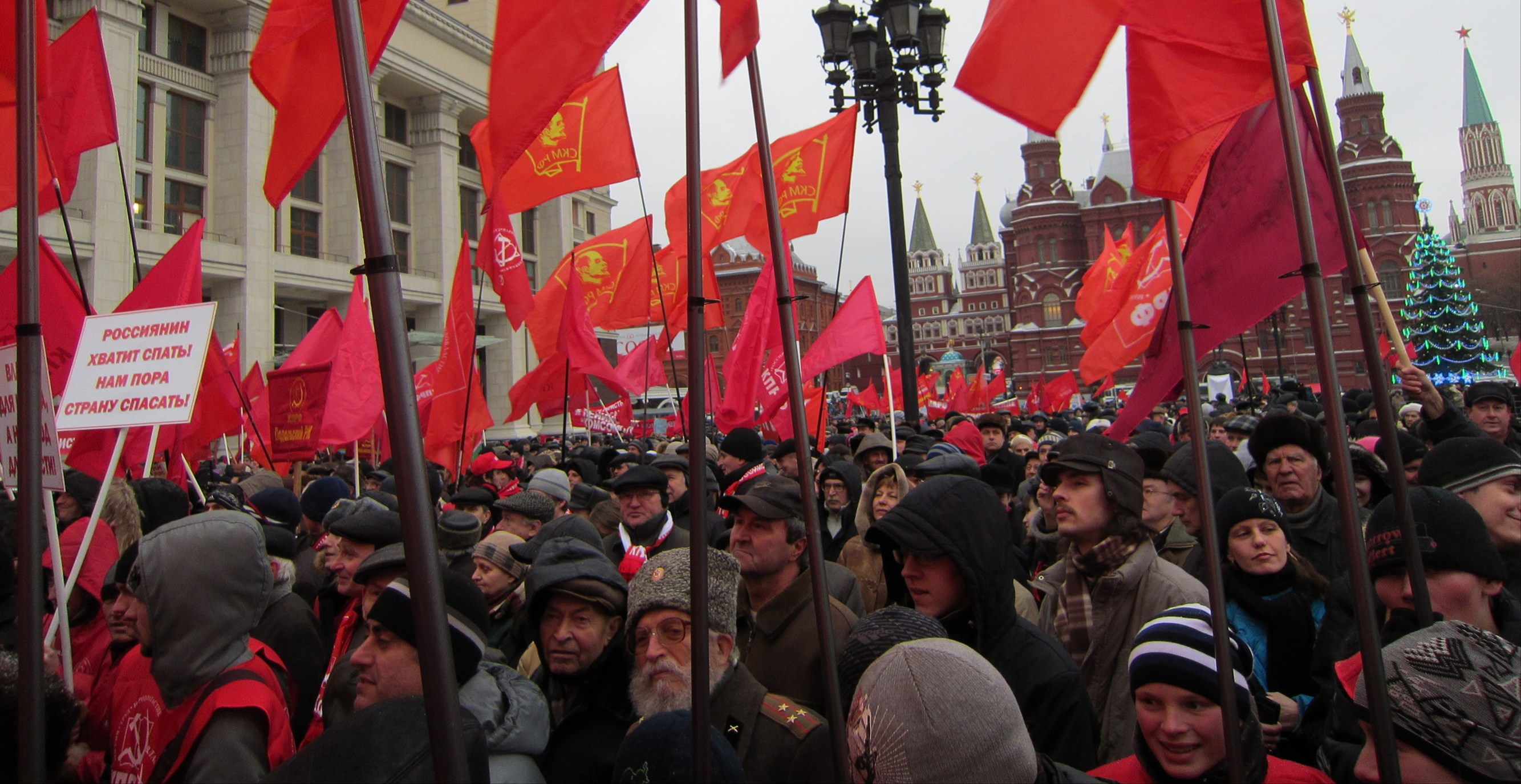
Manifestacja członków KPFR w Moskwie w 2011

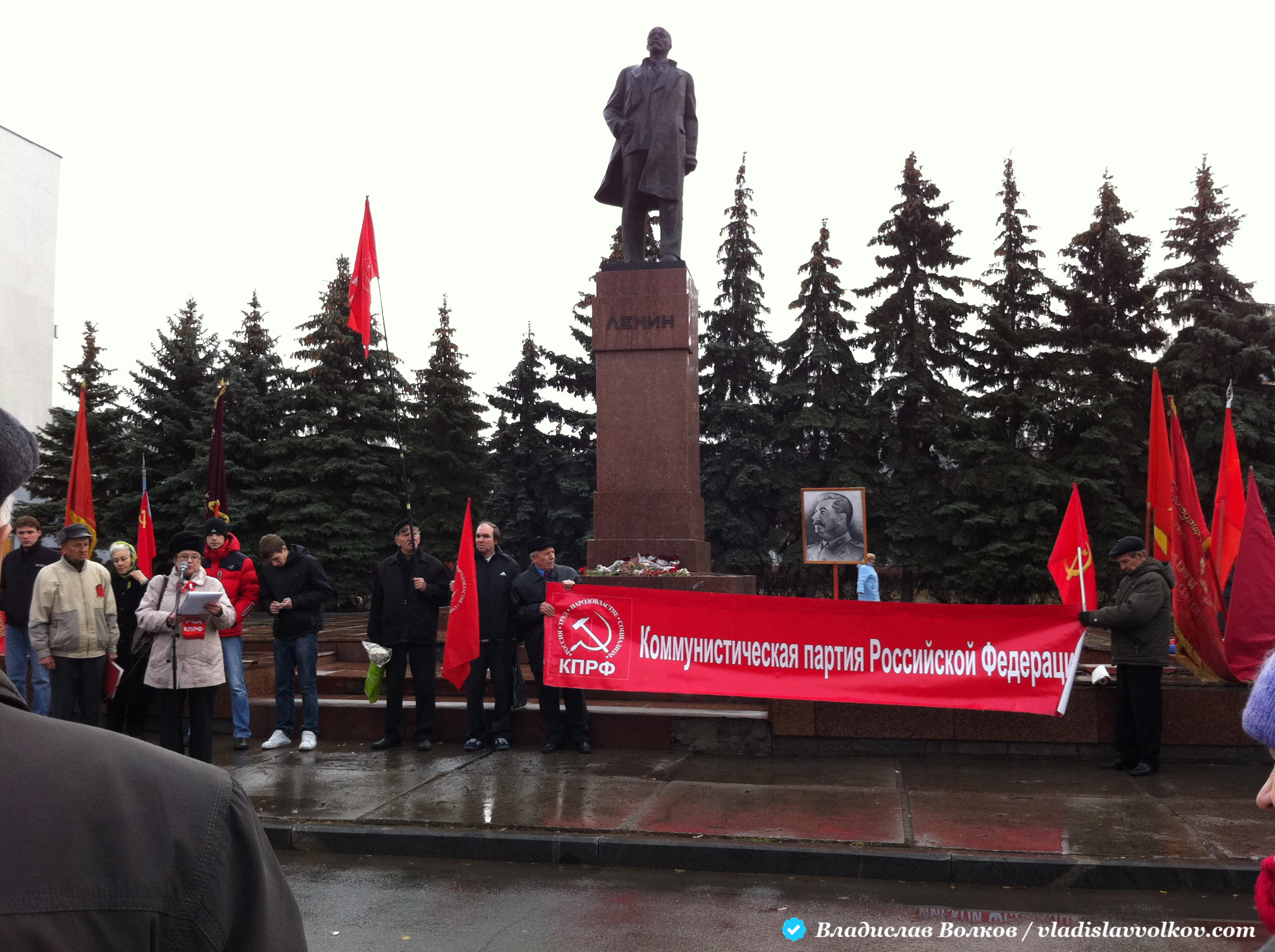
Uroczystości sympatyków partii przed pomnikiem Lenina w Samarze

Komunistyczna Partia Federacji Rosyjskiej, KPFR (ros. Коммунисти́ческая па́ртия Росси́йской Федера́ции, КПРФ) – partia polityczna Federacji Rosyjskiej o profilu komunistycznym, założona 14 lutego 1993. Uważa się za spadkobierczynię Komunistycznej Partii Związku Radzieckiego. Organem kierowniczym partii jest jej Komitet Centralny. Komunistyczna Partia Federacji Rosyjskiej jest drugą (po Jednej Rosji) siłą polityczną we współczesnej Federacji Rosyjskiej. Liderem tego ugrupowania od samego początku jest Giennadij Ziuganow.

## Historia
Komunistyczna Partia Federacji Rosyjskiej została założona 14 lutego 1993 podczas II Nadzwyczajnego Kongresu Rosyjskich Komunistów. Partia powstała poprzez połączenie różnych grup powstałych ze zlikwidowanej Komunistycznej Partii Związku Radzieckiego. Przewodniczącym Komitetu Centralnego KPFR został wybrany Giennadij Ziuganow. Podczas kryzysu konstytucyjnego w 1993 partia wyraziła poparcie dla Rady Najwyższej Federacji Rosyjskiej. W wyborach parlamentarnych w 1993 KPFR uzyskała 12,4% poparcia (6 666 402 głosów w skali kraju), wprowadzając do Dumy Państwowej Federacji Rosyjskiej 42 deputowanych. Partia stała się wówczas trzecią siłą polityczną w kraju. W wyborach parlamentarnych w 1995 KPFR uzyskała już największe poparcie spośród wszystkich partii (22,30% głosów). Tym razem partia wprowadziła do parlamentu aż 157 deputowanych. W wyborach prezydenckich w 1996 kandydatem KPFR został jej lider, Giennadij Ziuganow. W I turze wyborów zajął drugie miejsce zdobywając 32,5% głosów. W II turze Ziuganow otrzymał 40,7% głosów, przegrywając z Borysem Jelcynem, który uzyskał prezydencką reelekcję. W wyborach parlamentarnych w 1999 KPFR po raz kolejny uzyskała największy wynik wyborczy (24,29% wszystkich głosów), tym razem wprowadzając 113 deputowanych do Dumy Państwowej FR. 
W wyborach prezydenckich w 2000 po raz kolejny kandydatem partii został Giennadij Ziuganow. Uzyskał on 21 928 471 głosów w skali kraju (29,5% poparcia), zajmując drugie miejsce i przegrywając z Władimirem Putinem. W wyborach parlamentarnych w 2003 partia zajęła drugie miejsce (za Jedną Rosją), tracąc jednak znacznie poparcie. KPFR uzyskała 12,6% poparcia i wprowadziła jedynie 58 deputowanych do parlamentu. W wyborach prezydenckich w 2004 kandydatem wystawionym przez KPFR został Nikołaj Charitonow (popierany również przez Agrarną Partię Rosji). Uzyskał on 13,69% poparcia, zajmując drugie miejsce. W wyborach parlamentarnych w 2007 KPFR osiągnęła wynik rzędu 11,57% poparcia, co przełożyło się dla niej na 57 miejsc w rosyjskim parlamencie. W wyborach prezydenckich w 2008 po raz trzeci kandydatem KPFR został jej lider Giennadij Ziuganow. Lider KPFR otrzymał 17,72% głosów, zajmując drugie miejsce i przegrywając z Dmitrijem Miedwiediewem. W wyborach parlamentarnych w 2011 KPFR uzyskała 19,19% głosów, co dało jej 92 miejsca w Dumie. W wyborach prezydenckich w 2012 po raz czwarty kandydatem partii został jej lider. Z wynikiem rzędu 17,18% poparcia zajął drugie miejsce. W rozmowie z dziennikarzami Ziuganow przyznał, że wybory zostały przeprowadzone nieuczciwie i niesprawiedliwie. 
W 2014 KPFR poparła aneksję Krymu przez Federację Rosyjską i walkę prorosyjskich separatystów przeciwko władzom Ukrainy. W związku z tym partia zaczęła organizować swoje struktury na terenie Krymu. 2 czerwca 2014 lider partii, Giennadij Ziuganow oświadczył, że Rosja powinna uznać Doniecką Republikę Ludową oraz Ługańską Republikę Ludową za niepodległe państwa i rozpocząć wysyłanie brygad ochotniczych do Donbasu w celu walki z ukraińskim rządem, który nazwał „juntą kijowską”. W 2015 partia poparła rosyjskie operacje wojskowe w Syrii. W wyborach parlamentarnych w 2016 KPFR zdobyła 13,34% poparcia i przypadły jej 42 miejsca w parlamencie.
W wyborach prezydenckich w 2018 kandydatem partii został Paweł Grudinin. Uzyskał on 11,77% poparcia, co przełożyło się na 8 659 206 głosów i dało mu drugie miejsce. Od 1 sierpnia 2018 Komunistyczna Partia Federacji Rosyjskiej aktywnie zaangażowała się w zbieranie podpisów obywateli przeciwko reformie emerytalnej i podniesieniu wieku emerytalnego planowanego przez rosyjski rząd. W wyborach samorządowych w 2019 partia odniosła sukces wyborczy, zdobywając 13 miejsc w moskiewskiej radzie miejskiej. 

## Program
Partia oficjalnie reprezentuje ideologie socjalizmu XXI wieku i marksizmu-leninizmu, jednak część źródeł klasyfikuje ją jako partię narodową o profilu lewicowym. W gospodarce KPFR domaga się przejścia z kapitalizmu do socjalizmu, mającego jednak postać zmodernizowaną do współczesnych realiów. Socjalizm w rozumieniu partii jest gospodarką mieszaną w którym funkcjonować będą prywatne małe i średnie przedsiębiorstwa. Obecny program partii został przyjęty w 2008. Według niego KPFR jest jedyną organizacją polityczną, która konsekwentnie chroni prawa pracowników i interesy narodowe. Zgodnie z programem strategicznym celem partii jest zbudowanie w Rosji „odnowionego socjalizmu, socjalizmu XXI wieku”. W programie partii komunistycznej zadeklarowano, że partia kieruje się marksizmem-leninizmem, opartym na doświadczeniach i osiągnięciach krajowej i światowej nauki oraz kultury.
Komunistyczna Partia Federacji Rosyjskiej opowiada się za współpracą z Rosyjskim Kościołem Prawosławnym. Według słów lidera partii, Giennadija Ziuganowa, KPFR jest partią naukowego, ale nie wojującego ateizmu, nie mniej propagowanie jakiejkolwiek religii jest w partii zakazane.
W przeciwieństwie do KPZR po odwilży 1956 i destalinizacji, KPFR nie odcina się całkowicie od okresu rządów Józefa Stalina, ignorując ustanowiony w 1991 Dzień Pamięci Ofiar Represji Politycznych. W samej partii istnieją również frakcje reformowanych komunistów i socjaldemokratów bardziej krytycznie patrzących na historię Związku Radzieckiego.
W 2016 Komunistyczna Partia Federacji Rosyjskiej liczyła ponad 160 tysięcy członków.

## Poparcie w wyborach

### Wybory parlamentarne[20][21][22][23][24][25][26][27]
| Wybory | Duma Państwowa | Duma Państwowa | Duma Państwowa | Duma Państwowa | Duma Państwowa | Rząd                 |
| Wybory | Głosy          | Głosy          | Głosy          | Mandaty        | Mandaty        |                      |
| Wybory | Liczba         | %              | +/−            | Liczba         | +/−            |                      |
| ------ | -------------- | -------------- | -------------- | -------------- | -------------- | -------------------- |
| 1993   | 6 666 402      | 12,40%         | –              | 42/450         | –              | Opozycja             |
| 1995   | 15 432 963     | 22,30%         | 9,90           | 157/450        | 115            | Opozycja (1995–1998) |
| 1995   | 15 432 963     | 22,30%         | 9,90           | 157/450        | 115            | Koalicja (1998–1999) |
| 1995   | 15 432 963     | 22,30%         | 9,90           | 157/450        | 115            | Opozycja (1999)      |
| 1999   | 16 196 024     | 24,29%         | 1,99           | 113/450        | 44             | Opozycja             |
| 2003   | 7 647 820      | 12,61%         | 11,68          | 52/450         | 61             | Opozycja             |
| 2007   | 8 046 886      | 11,57%         | 11,04          | 57/450         | 5              | Opozycja             |
| 2011   | 12 599 507     | 19,19%         | 7,62‬           | 92/450         | 35             | Opozycja             |
| 2016   | 7 019 752      | 13,34%         | 5,85‬           | 42/450         | 50             | Opozycja             |
| 2021   | 10 660 599     | 18,93%         | 5,59           | 57/450         | 15             | Opozycja             |

### Wybory prezydenckie
| Wybory | Kandydat           | I tura     | I tura | II tura    | II tura | Wynik     |
| Wybory | Kandydat           | Głosy      | %      | Głosy      | %       | Wynik     |
| ------ | ------------------ | ---------- | ------ | ---------- | ------- | --------- |
| 1996   | Giennadij Ziuganow | 24 211 686 | 32,03% | 30 102 288 | 40,31%  | Przegrana |
| 2000   | Giennadij Ziuganow | 21 928 468 | 29,21% |            |         | Przegrana |
| 2004   | Nikołaj Charitonow | 9 513 313  | 13,69% |            |         | Przegrana |
| 2008   | Giennadij Ziuganow | 13 243 550 | 17,72% |            |         | Przegrana |
| 2012   | Giennadij Ziuganow | 12 318 353 | 17,18% |            |         | Przegrana |
| 2018   | Pawieł Grudinin    | 8 659 206  | 11,77% |            |         | Przegrana |

## Młodzieżówka
Młodzieżówką partii jest założony w 1999 Leninowski Komunistyczny Związek Młodzieży Federacji Rosyjskiej.

## Członkostwo międzynarodowe
W 1993 z inicjatywy KPFR utworzono międzynarodową organizację Związek Partii Komunistycznych - Komunistyczna Partia Związku Radzieckiego, skupiającą część partii komunistycznych powstałych w wyniku rozpadu KPZR w krajach byłego Związku Radzieckiego.
Partia ponadto utrzymuje dobre relacje z Europejską Partią Lewicy, Partią Pracy Korei oraz Komunistyczną Partią Chin. Współpracuje także z Frontem Lewicy.

## Krytyka
Komunistyczna Partia Federacji Rosyjskiej, mimo odwoływania się do lewicowych postulatów, spotyka się z liczną krytyką. Bywa często określana jako partia konserwatywna i wręcz nacjonalistyczna.
Publicysta i działacz polityczny Boris Kagarlicki określił działalność partii następująco: Dla prawdziwej lewicy jest jasne, że KPFR nie jest partią lewicową. Sądząc po jej hasłach, zachowaniach polityków, jest gdzieś między tradycyjnymi prawicowymi konserwatystami i siłami jeszcze bardziej na prawo od nich, czyli tymi, które na Zachodzie reprezentuje Jean Marie le Pen.(..).
Do krytyków partii należał również filozof i dysydent w czasach ZSRR Aleksandr Zinowiew. Określił KPFR jako pozostałość radzieckiej organizacji społeczeństwa, która jednocześnie odrzuciła wiele z zasadniczych założeń ideologii komunistycznej.